# 莱昂纳多·拉瓦列
莱昂纳多·拉瓦列（西班牙語：Leonardo Lavalle，1967年7月14日—），生于墨西哥城，墨西哥男子网球运动员，1985年成为职业球手。他曾代表墨西哥参加1988年和1992年夏季奥林匹克运动会网球比赛。他于1998年退役。